# Glavica (Sukošan)
Glavica je naselje u općini Sukošan u Zadarskoj županiji.

## Zemljopis
Glavica je udaljena 25 km jugoistočno od grada Zadra i 3,5 km zračne, kao i 4,5 km cestovno sjeveroistočno od mora.
Zračna luka Zadar udaljena je sjeverno 9 km zračne linije.

## Stanovništvo
Prema popisu stanovništva 2011. godine mjesto ima 185 stanovnika.

| broj stanovnika | 185   | 178   |
|                 | 2011. | 2021. |

## Uprava
Glavica je u političkom, vjerskom i ekonomskom pogledu povezana s Goricom.

## Šport
- NK Vrčevo Glavica